# Dorfkirche Langgrün

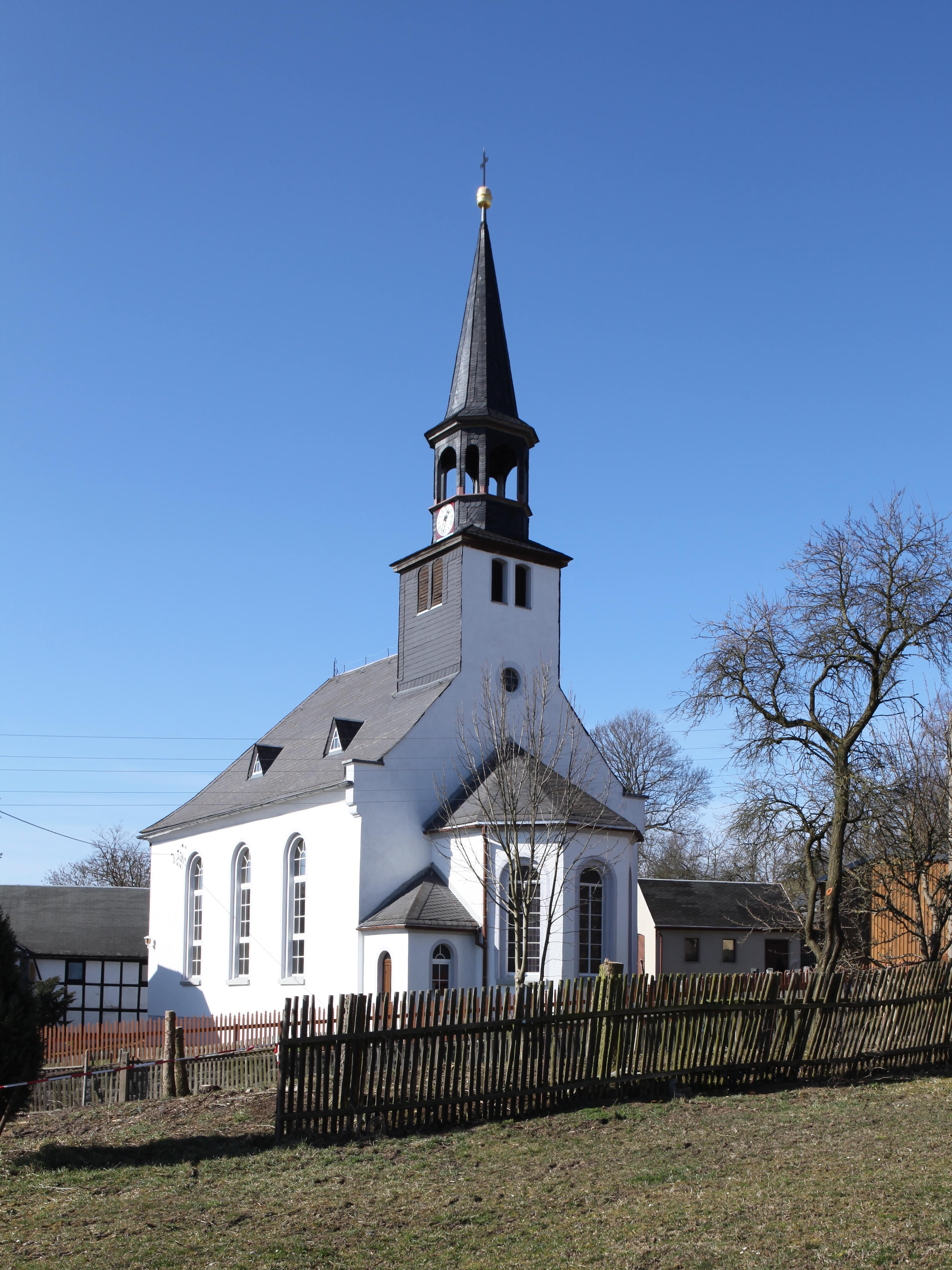
Die Kirche

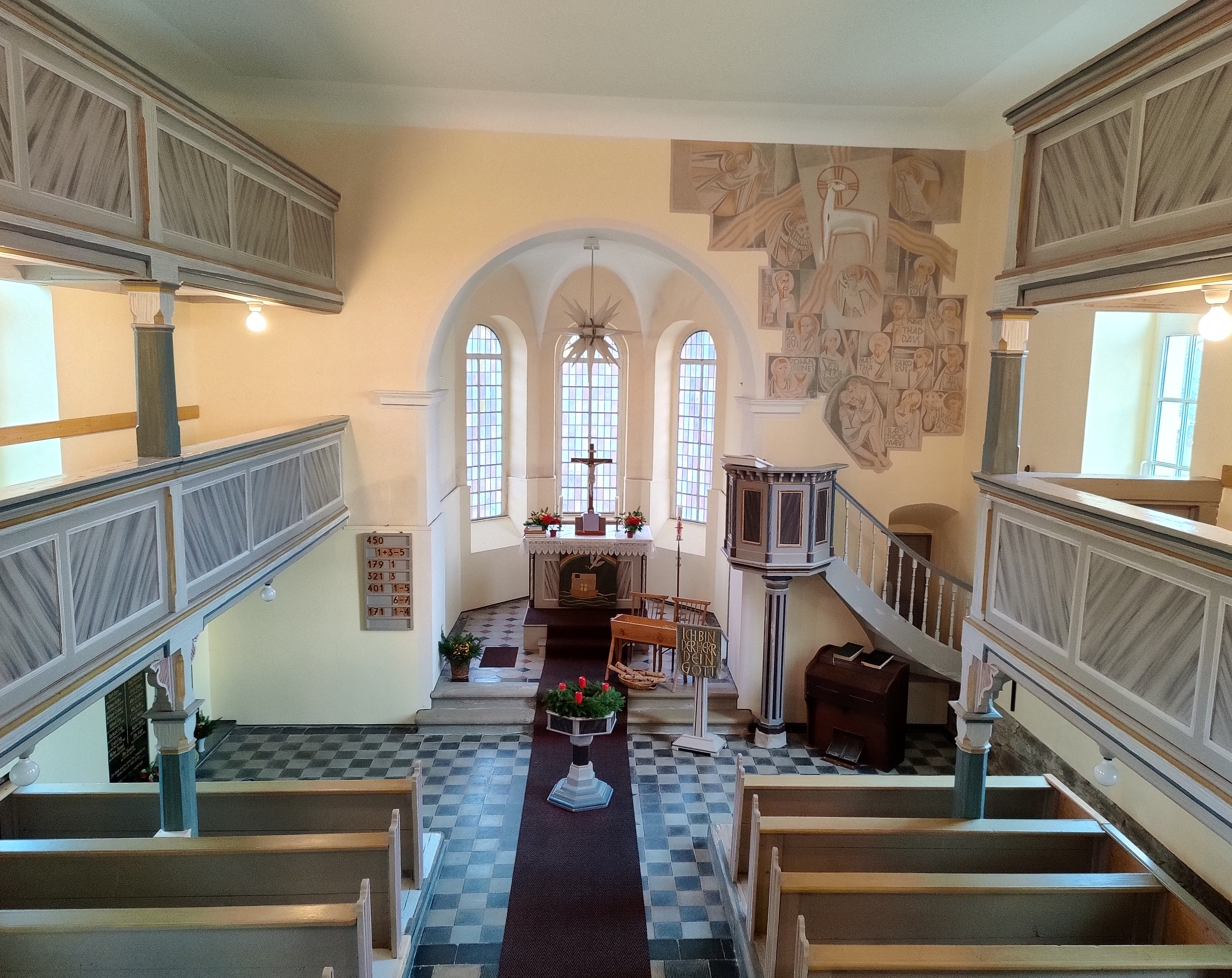
Innenraum (2021)

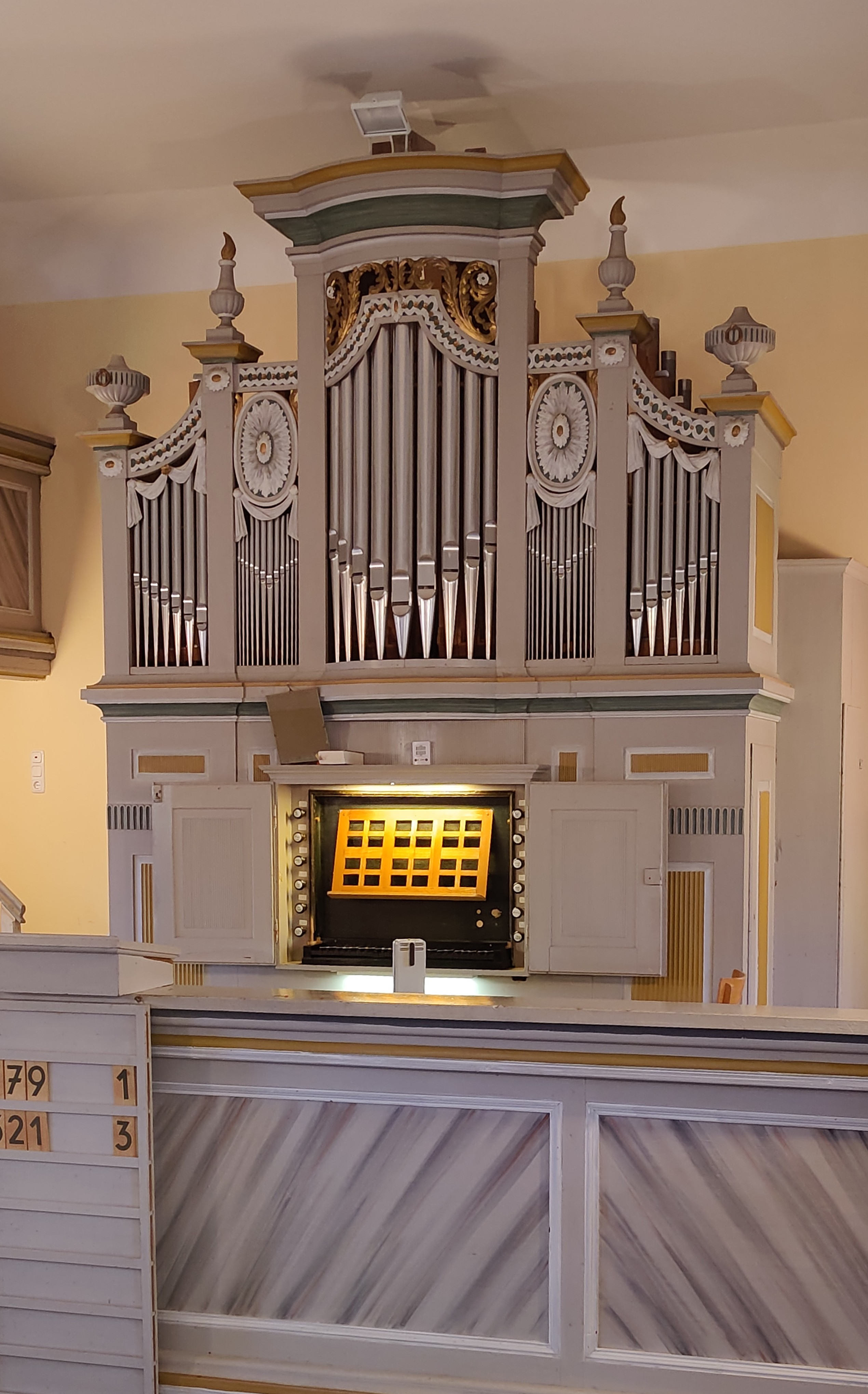
Orgel

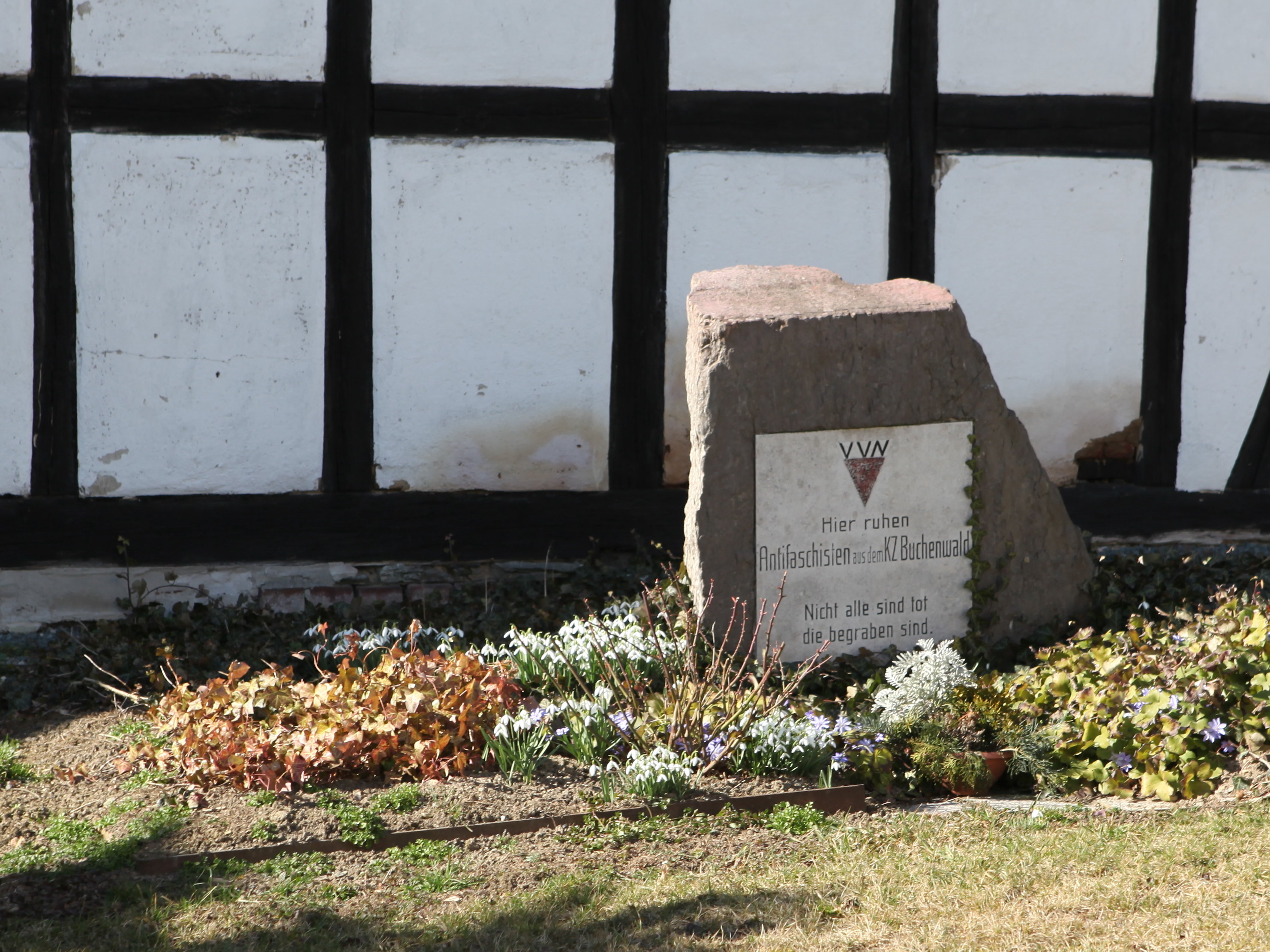
Grab von KZ-Häftlingen

Die evangelische Dorfkirche Langgrün steht im Ortsteil Langgrün der Landstadt Gefell im Saale-Orla-Kreis in Thüringen.

## Dorfkirche
Die Dorfkirche wurde 1886 an Stelle eines älteren baufälligen Vorgängerbaus vom Anfang des 19. Jahrhunderts errichtet. Von diesem wurde die im Jahr 1820 eingebaute Orgel übernommen.
Im Kirchturm hängen drei Glocken, die von Langgrüner Familien zum Gedenken an ihre im Zweiten Weltkrieg gefallenen Söhne gestiftet wurden. Zwei davon sind aus Stahl und die kleinste Glocke ist aus Bronze.

## Orgel
Die Orgel wurde 1820 durch Georg Christoph Hofmann aus Neustadt bei Coburg gebaut. Der fünfteilige Prospekt in grauer Fassung ist klassizistisch gestaltet. Ein durchlaufendes, verziertes Fries verbindet die Pfeifenfelder. Der überhöhte, flachrunde Mittelturm wird von vergoldetem Akanthuswerk und einem profilierten Kranzgesims abgeschlossen. An die flachen, hochrechteckigen Mittelfelder, die mit Medaillons verziert sind, schmiegen sich zwei niedrige Flachfelder an. Die vier Flachfelder haben als Schleierbretter Girlanden und über den Lisenen bekrönende Öllampen und Urnen. Die Orgel verfügt über zehn Register, die auf einem Manual und Pedal verteilt sind, und eine mechanische Spiel- und Registertraktur. Sie wurde 1994/1995 durch Orgelbau Georg Wünning restauriert.
| I Manual C–f3 |    |
| Porton        | 8′ |
| Flauta        | 8′ |
| Salicional    | 8′ |
| Principal     | 4′ |
| Hohlflauta    | 4′ |
| Quinta        | 3′ |
| Octav         | 2′ |
| Mixtur III    |    |

| Pedal C–c1    |     |
| Sub-Bass      | 16′ |
| Octavaen Bass | 8′  |

- Koppeln: I/P
- Tremulant

## Friedhof
Der Friedhof ist von einer Mauer und einem Zaun umfriedet. Er steht in enger Verbindung mit der Kirche und der 1979 gebauten Leichenhalle. Grabmale von 1900 bis nach 1950 belegen den Gottesacker und ein denkmalgeschütztes Grab von elf KZ-Häftlingen.